# Meczet An-Nasira Muhammada
Meczet An-Nasira Muhammada (ar. مسجد السلطان الناصر محمد) – meczet na terenie Kairu ufundowany przez sułtana An-Nasira Muhammada.

## Historia
Na terenie Cytadeli Kairskiej znajdował się meczet ufundowany przez dynastię ajjubidzcką. W trakcie swoich rządów w Egipcie sułtan Al-Nasir Muhammad nakazał przebudować stary meczet. Nowy obiekt powstał w 1318 r. W latach 1329–1330 architekt z miejscowości Tabriz dokonał przebudowy meczetu. Dodano dwa meczety wzorowane na meczecie wezyra Aliszaha w Tabrizie. W 1135 r. meczet powiększono, przebudowano dach oraz dodano drewnianą kopułę. Po roku 1348 dodano również nowe mozaiki. Drewniana kopuła uległa zawaleniu w XVI wieku. Meczet pełnił rolę świątyni królewskiej. Sułtani Egiptu odmawiali w nim piątkowe modlitwy, z wyjątkiem świąt religijnych. Modlitwa odbywała się na hipodromie pod murami cytadeli. Podczas ataku Turków osmańskich na Kair, splądrowano meczet Al-Nasira Muhammada. Jego odbudowa rozpoczęła się, gdy Brytyjczycy przejęli Kair pod koniec XVIII wieku.

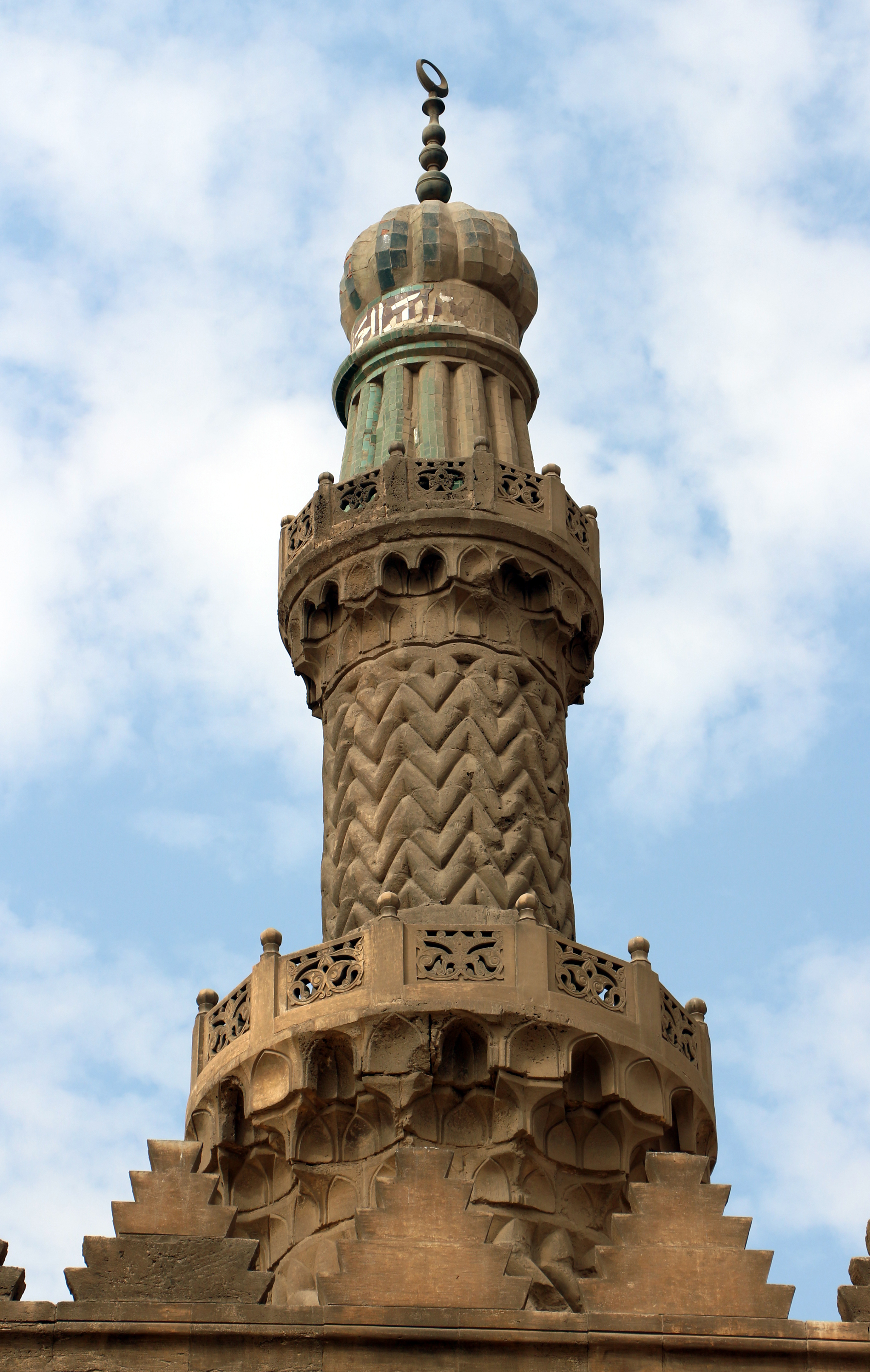
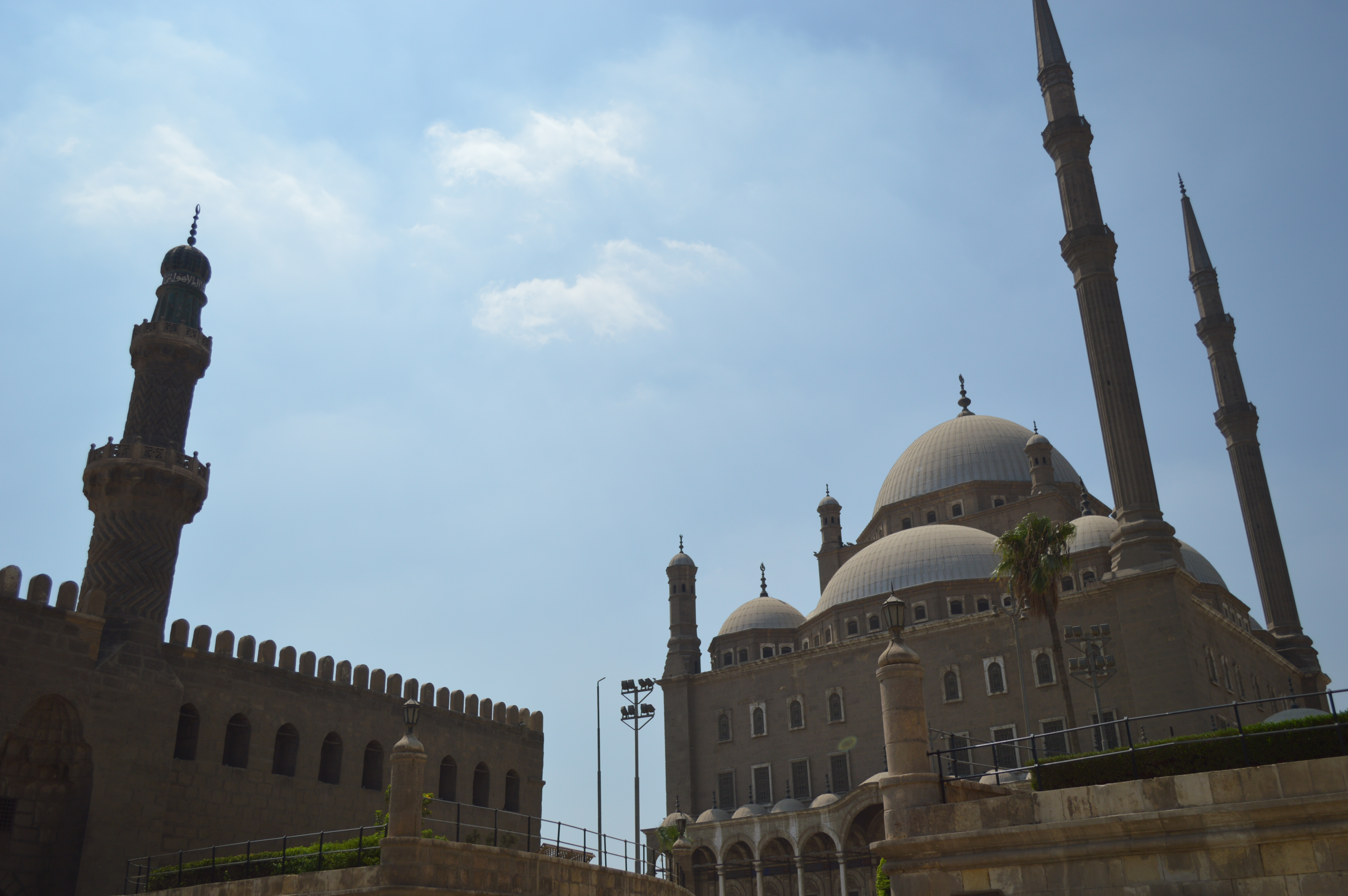
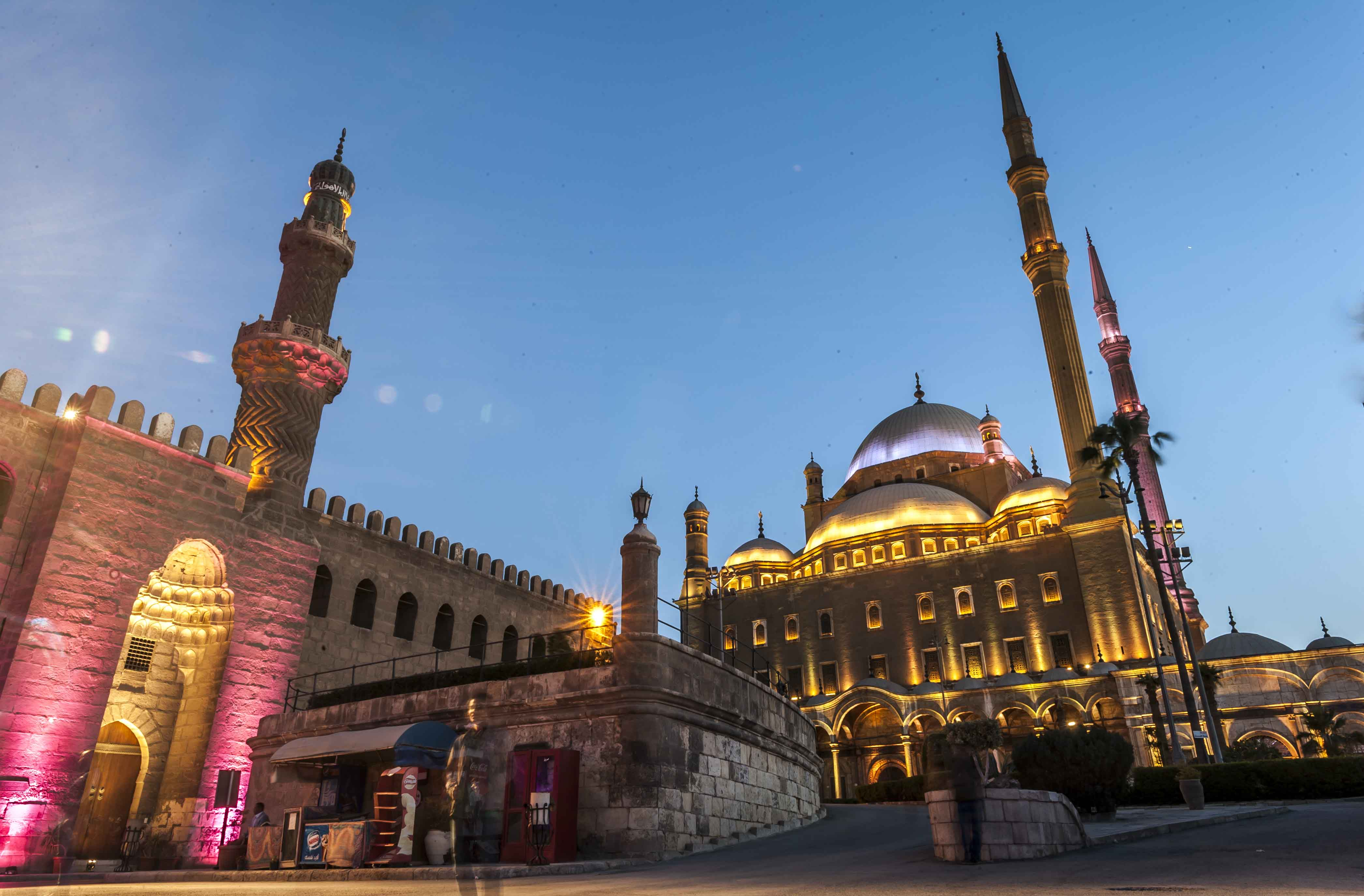

## Konstrukcja
Meczet jest zbudowany na planie prostokąta o wymiarach 63 × 57 m. Główne wejście znajduje się w ścianie zachodniej. Drugie wejście znajduje się od północnego wschodu, natomiast trzecie od południa. W przeciwieństwie do większości meczetów w Kairze, zewnętrzne ściany budynku nie są wyłożone boazerią i nie mają dekoracji. Meczet ma dwa minarety, oba zbudowane w całości z kamienia. Wyższy minaret znajduje się w północno-wschodnim narożniku, natomiast niższy w portalu nad głównym wejściem. Końcowa część niższego minaretu ma kształt czosnku. Minarety pokryte są zielonymi, białymi i niebieskimi mozaikami. Kopuła meczetu podtrzymywana jest przez granitowe kolumny pochodzące z starożytnych, egipskich świątyń.